# Нужна помощь
Фонд помощи социально-незащищённым гражданам «Нужна помощь» (фонд «Нужна помощь») — российский благотворительный фонд, который занимается развитием некоммерческого сектора в России. «Нужна помощь» позиционирует себя как «фонд фондов» и борется с патернализмом, стараясь изменить мнение граждан о социальных проблемах, чтобы они имели возможность не только получить помощь, но и участвовать самим в развитии благотворительности в стране.
Фонд открыт в 2015 году и стал продолжением одноимённого проекта. За три года работы до 2018-го он собрал более полумиллиарда рублей. Чтобы привлечь новую аудиторию, было запущено интернет-издание «Такие дела» с фандрайзинговыми статьями. Сотрудники создают it-продукты и образовательные программы для благотворительных организаций, занимаются научными исследованиями, переводят и издают книги.
1 марта 2024 года фонд был внесён Минюстом России в список «иностранных агентов», а в августе 2024 года прекратил работу.

## История
История фонда «Нужна помощь» начинается от успешного проекта «Нужнапомощь.ру» (nuzhnapomosh.ru), который был запущен в сентябре 2012 года журналистами Андреем Ходорченковым, главным редактором сайта «Эхо Москвы», и фотокорреспондентом Дмитрием Алешковским. К созданию этого проекта Алешковского подтолкнул опыт координации добровольцев на месте наводнения в Крымске, а также различные примеры несправедливых ситуаций, с которыми сталкивались герои его репортажей.
В интервью того времени Алешковский отмечал, что «Нужна помощь» — это временное название. Проект был нацелен оказывать финансовую и юридическую помощь другим благотворительным инициативам, особенно долгосрочным и региональным. На старте проект объединял 50 журналистов-волонтёров из различных медиа, они писали о «социальных героях», «которые важны для общества своей деятельностью и кому поддержки ждать уже не от кого, кроме самого общества». Авторы могли разместить эти материалы в своих СМИ с одобрения главного редактора. Статьи инициировали обсуждение и решение острых социальных вопросов. Первые опубликованные тексты проверяли профильные НКО, имевшие больший опыт работы и фандрайзинга. Иногда на сайте размещали тексты других благотворительных организаций.
Журналисты этого проекта могли ознакомиться с собранными потенциальными историями, фонд оплачивал командировки, а статьи изначально создавались бесплатно. После выхода материала, параллельно со сбором средств, на месте пытался решить проблему куратор проекта. Одновременно велась база волонтёров. На сайте была форма сбора средств по подписке, уже в первый месяц работы поступило около 600 тыс. рублей. За три года работы «Нужнапомощь.ру» собрал более 30 млн рублей и направил их 40 благотворительным инфраструктурным проектам.
Чтобы собирать средства, проект присоединился к существовавшему фонду «Мозаика счастья», которым руководила Анна Пучкова. «Нужнапомощь.ру» был одним из нескольких программ фонда. В июле 2013-го сбор денег был на некоторое время приостановлен из-за заявки депутата Ярослава Милова: прокуратура проверяла «Мозаику счастья» на соответствие закону об иностранных агентах и не нашла нарушений.
В августе 2015 года проект «Нужнапомощь.ру» отделился от «Мозаики счастья» и закончился в старом формате: итоги работы проекта воодушевили Алешковского и его коллег, поэтому был организован одноимённый фонд «Нужна помощь». Его миссия — системное развитие благотворительности в России, то есть помощь другим благотворительным организациям и проектам. Директором стала Анна Семёнова, которая ранее работала в фонде «Дети наши» и «Волонтёры в помощь детям-сиротам». За соблюдением целей фонда следит его Совет, за исполнением задач — Попечительский совет. Оба органа определяются Уставом фонда.

## Проекты фонда

### Медиапортал «Такие дела»
В 2015 году фонд разработал медиапроект «Такие дела» — инструмент, который помогает собирать деньги на проекты фонда. Портал стал журналистским проектом, рассказывающим о жизни обычных людей и проблемах, с которыми они сталкиваются. Открытие состоялось в мае 2015-го. Издание ставило перед собой цель поднимать социальные проблемы, описывать способы их решения и то, как читатели могут в этом поучаствовать. Планировалось, что это будет интересная для читателей медиаплощадка, которая бы «не вызывала отвращения» и помогала бороться с чувством беспомощности. Изначально было оговорено, что в работе медиа не участвуют государственные органы и крупные спонсоры.
Сайт интернет-издания организовали из двух созависимых частей: медиаплатформы takiedela.ru и раздела про фонд. Сотрудники медиапортала получают гонорары за свою работу и пишут новости о благотворительном секторе, редакционные материалы и профессиональные фандрайзинговые тексты — «прямая просьба денег, объяснение, куда эти деньги пойдут, простой сюжет, который <…> оставляет только внутри одной темы». В статье расположена форма для пожертвований определённой программе и кнопка «Помочь». Изначально на портале было четыре рубрики: «Герои», «Драмы», «Контекст» и «Случаи» (на 2019-й год сайт имеет более сложную структуру), а также «Помогаем», где собраны текущие и архивные благотворительные кейсы фонда. Сотрудники анализируют заявки каждой благотворительной организации-просителя, после чего отобранные проекты оценивают независимые эксперты.
Основные доноры — частные лица. Алешковский в интервью «Ведомостям» отмечал, что у фонда нет крупных спонсоров. Короткое время в поддерживаемые проекты был заложен процент на журнал, довольно быстро фонд полностью отказался от такой практики и организовал прямые пожертвования медиапорталу «Такие дела» и выделяет оставшиеся средства на работу редакции.
По состоянию на начало 2022 года журналисты издания «Такие дела» 9 раз становилось лауреатами премии «Редколлегия».
За годы своего существования «Такие дела» выросли в полноценное независимое СМИ с многомиллионной аудиторией и в 2023 году отделились от фонда.

### Мультимедийные проекты
В марте 2017 года фонд запустил документальный интерактивный онлайн-проект «жили|были» (позднее вышло его продолжение «карта|памяти»), приуроченный ко Дню бездомного человека, к проекту присоединились петербургская благотворительная организация «Ночлежка» и московское волонтёрское движение «Друзья на улице». Проект говорил о том, что бездомные — это граждане в трудных ситуациях, показывая пять историй оказавшихся на улице людей и в итоге погибших. Спецпроект был отмечен несколькими премиями фестиваля креативных индустрий Great Eight и получил международную награду World Press Photo.
Другой медиапроект «Коса и Камень» был создан совместно с фотографом Владом Сохиным, в нём говорится об изменении климата. Проект выставлялся с августа по сентябрь 2017-го в парке «Фили». Он получил приз международного фестиваля Visa Pour l’Image в категории «Лучшая мультимедийная новостная история».
В 2017 году издания «Такие дела» и «Лентач» совместно с компанией «ЛавкаЛавка» при финансовой поддержке «Тинькофф Банка» запустили ютуб-шоу об освоении «дальневосточного гектара». Митя Алешковский с фермером и предпринимателем Борисом Акимовым вели видеодневник о поездке в Хабаровск, чтобы на своём примере показать, что самые отдалённые участки можно использовать с пользой для себя и сельского хозяйства, построив успешный бизнес.
В феврале 2018 года состоялась премьера короткого интерактивного сериала для мобильных устройств «Всё сложно» про судьбу девушки с ВИЧ. В конце почти каждой микросерии зрители могли выбрать, как поступить героине, от их выбора зависит развитие сюжета. Сценарий был написан на основе реальных историй, собранных совместно с фондом Светланы Изамбаевой Архивная копия от 8 апреля 2019 на Wayback Machine. Главных героев играла Ирина Старшенбаум и Риналь Мухаметов, в фильме также снимались Чулпан Хаматова, Денис Шведов и Алёна Бабенко. Проект взял гран-при Great Eight и премию форума соцкоммуникаций «Пора!».
В этом же году герой спецпроекта «Жизнь человека» онколог Андрей Павленко стал лауреатом премии «Редколлегия», а фотограф медиапортала Мария Гельман — обладателем международной премии Leica Oskar Barnack за проект «Наши люди». На конец 2018-го отдел насчитывает 29 спецпроектов, а его руководитель Сергей Карпов стал лауреатом премии «Медиаменеджер России».

### Фандрайзинговая платформа
В декабре 2016 года фонд запустил платформу «Пользуясь случаем» — площадка для волонтёрского фандрайзинга, где каждый желающий может запустить собственный сбор пожертвований в пользу одного из десятков проверенных благотворительных проектов. Любой человек может создать сбор в честь какого-либо события, например, своего дня рождения, и пригласить друзей поучаствовать. За год было собрано более 24 млн рублей, а к августу 2020-го сумма увеличилась до 74 млн.
Во всех исследованиях, посвященных отношению общества к благотворительности, говорится, что одним из самых существенных барьеров для людей является недоверие к благотворительным организациям. «Пользуясь случаем» — механизм, который снимает этот барьер. Потому что здесь вам не нужно доверять какому-то фонду, вы доверяете своему другу. Он попросил, вы сделали.Анна Семёнова, директор фонда
Платформу использует футболист Сергей Игнашевич, который проводит ежегодный благотворительный турнир. Форма регистрации открыта для всех желающих и представляет собой платформу волонтёрского фандрайзинга, через которую друзья и знакомые участника могут поддержать фонд. В 2019 году в Москве прошёл первый Femland — двухдневный рок-кэпм для девушек, организованный сотрудниками фонда «Нужна помощь» и платформы «Пользуясь случаем», через которую собирались пожертвования на мероприятие.

### Образовательные инициативы

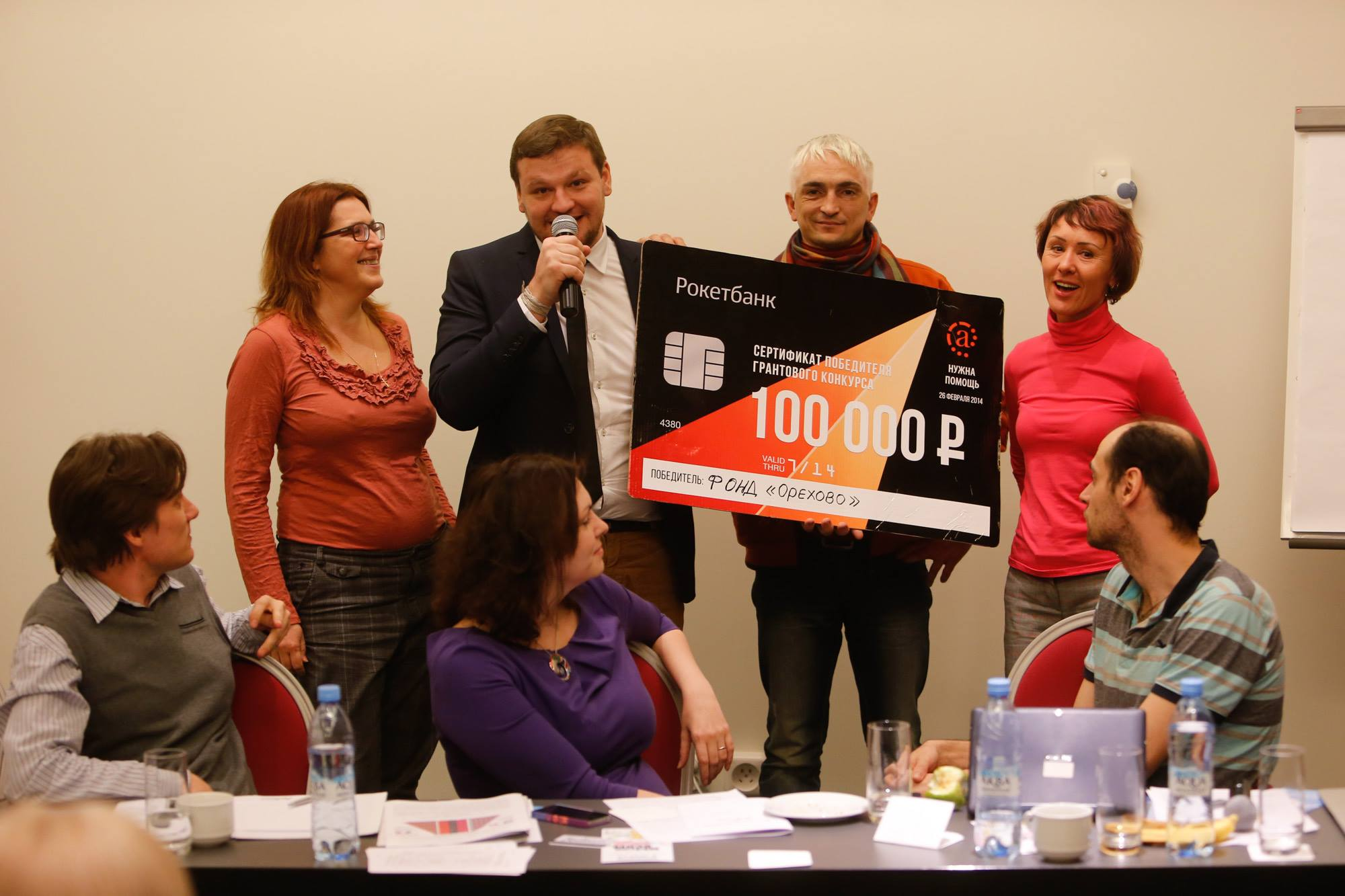
«Благотворительные гастроли» в Калининграде, 2014 год

Образовательная программа «Благотворительные гастроли» была запущена ещё в 2014 году по инициативе «Нужнапомощь.ру» в основном на финансирование президентских грантов (на 2020-й проект приостановлен). Программа была нацелена на развитие региональных НКО: в разных городах организуются мастер-классы и лекции, где эксперты в области благотворительности делятся своим опытом, например, как эффективнее НКО взаимодействовать с местными СМИ и органами власти или привлекать помощь знаменитых людей. В конце 2017 года фонд «Нужна помощь» получил Президентский грант в размере 7,6 млн рублей на реализацию «Благотворительных гастролей», в том же году мероприятия прошли в Екатеринбурге, Иркутске, Хабаровске и Владивостоке. Помимо образовательных лекций программа включает грантовый конкурс. Участники могут соревноваться за финансирование в размере 100—150 тысяч рублей на развитие собственных проектов.
В 2020 году фонд запустил онлайн-школу «Опытным путём», где обучает НКО общаться с частными донорами и привлекать средства для своей работы. Обучающиеся — представители различных благотворительных организаций — разрабатывают свои фандрайзинговые кампании и показывают их экспертной комиссии.

### Аналитика и исследования
Исследовательский отдел фонда изучает некоммерческий сектор в России, например, проводит бенчмаркинг НКО. Руководит отделом Елизавета Язневич. Все исследования находятся в открытом доступе.
На основе имеющихся данных, в 2018 году при поддержке Фонда Потанина в рамках программы «Эффективная филантропия» фонд «Нужна помощь» приступил к разработке платформы «Если быть точным». Это открытый ресурс, который содержит актуальную и достоверную информацию о социальных проблемах во всех регионах России. Цель проекта — просвещать и помогать НКО, журналистам, государству и бизнесу эффективно решать эти проблемы. В июне 2020-го аналитики фонда «Нужна помощь» проверили свежий реестр некоммерческих организаций Минэкономразвития и направили в министерство замечания о найденных ошибках, итоговый каталог из 24 тысяч НКО был опубликован на сайте проекта «Если быть точным».
В августе 2023 года проект «Если быть точным» отделился от фонда «Нужна помощь» и существует на частные пожертвования и партнерские проекты в России. 

### Издательская деятельность
Издательство при фонде начало работать в 2017 году, изначально заявлялось о планах выпустить в первый год работы пять книг про благотворительность, филантропию и различные аспекты развития некоммерческого сектора экономики, во второй — десять. На конец 2018 года издано три книги. Первая — перевод мирового бестселлера американского филантропа Дэна Паллота «Неблаготворительность» (Uncharitable), в ней говорится о том, как ограничения работы НКО ослабляют их потенциал. Вторая книга российского эксперта Дмитрия Дикмана «От намерений к результатам. Стратегическое планирование в благотворительности». В ноябре 2018-го на Красноярской ярмарке книжной культуры была представлена третья — перевод издания австралийского философа Питера Сингера «Жизнь, которую вы можете спасти». Средства от продажи книг идут на нужды фонда.
В 2019 году фонд выпустил книгу «Успех социального стартапа Архивная копия от 12 апреля 2020 на Wayback Machine» советника губернатора штата Калифорния Кэтлин Дженас. По версии Stanford University Graduate School of Business, это «главная книга десятилетия о социальном предпринимательстве и устойчивом развитии некоммерческих организаций». Она описывает пять составляющих успеха некоммерческого проекта: от проверки идей научными методами до методов оценки эффективности и экспериментов с финансами.
В 2020 году в издательстве фонда вышла книга Лесли Р. Кратчфилд и Хедер Маклауд Грант «Силы добра. Шесть практик влиятельных социальных проектов Архивная копия от 12 апреля 2020 на Wayback Machine». Книга несколько раз переиздана в США и входит в топ-10 важнейших книг о благотворительности, выиграла премии Skystone Ryan Research Prize Ассоциации профессионалов фандрайзинга и Axiom Business Book Awards в номинации Philanthropy/ Charity/ Nonprofit. Вторая книга этого года — «Lean Impact. Инновации для масштабных социальных перемен», оригинал которой написала Энн Мей Чанг, ведущий эксперт по социальным инновациям и адепт «бережливого» подхода, то есть инноваций, тестирования, быстрых итераций, изучения потребностей клиентов.
В 2021 году издательство возглавила Юлия Петропавловская, прежде занимавшая пост шеф-редактора издательства МИФ. Она объявила о намерении выйти на широкий круг читателей. Первая коллекция будет состоять из 12 книг и начнет выходить летом.

## Финансовые показатели
С 2015 по 2017 год фонд получил не менее 300 000 уникальных пожертвований, представленная статистика показывает ежемесячную выручку более 6 млн рублей. По данным 2018 года, собранные средства превысили полмиллиарда рублей. Фонд дважды запускал успешные акции с предложением оформить подписку. В первый раз предлагалось оформить ежемесячное регулярное пожертвование в размере 50 рублей. За два дня было собрано 707 827 рублей от 6432 новых подписчиков.
Вторая долгосрочная акция, рассчитанная на один год, называется «Рубль в день». Фонд «Нужна помощь» готовил этот проект полгода, записывал обращения знаменитых людей, в соцсетях проект отмечается хэштегом #рубльвдень. Акция была запущена в декабре 2018 года. Участники могут оформить ежедневное пожертвование в размере от 1 до 10 рублей в пользу любого из более, чем 150 участников программы. За первые три дня было собрано более 5 млн рублей (на конец марта 2019 года сумма составляет почти 9 млн рублей).
А в апреле 2020-го фонд перезапустил этот проект под заголовком «Спасаем тех, кто спасает нас», призывая поддержать благотворительные организации, которых из-за кризиса ожидает значительное снижение пожертвований. На сайте фонда можно оформить регулярное пожертвование от 30 до 300 рублей в месяц в пользу одного или нескольких из 216 проверенных фондов. Среди известных людей акцию поддержали Иван Ургант, Юрий Шевчук, Данила Козловский, Александр Филиппенко, Алексей Пивоваров, Леонид Парфенов, Андрей Звягинцев, Сергей Бурунов, Александр Петров, Евгений Кисин, Иван «Noize MC» Алексеев, Михаил Козырев и многие другие.
В мае 2020 года «Нужна помощь» в разгар коронавирусной инфекции начала сбор средств в пользу нуждающихся россиян, пострадавших от безработицы, чтобы они могли купить продукты и лекарства — инициатива «Меня касается», а в июне 2020-го совместно с телеканалом СТС запустили акцию «Помогаем врачам делом», собирая средства на фонды, которые закупают средства индивидуальной защиты для врачей.
На апрель 2019 года помощь фонда регулярно получает 153 благотворительные организации, которые заботятся в общей сложности более чем о 80 тысячах человек, среди них дети-сироты, люди с особенностями развития, жертвы сексуального насилия, зависимые люди, бездомные, кризисные семьи, люди с инвалидностью и многие другие. Например, «Нужна помощь» является крупным донором хосписа «Дом с маяком» (детская паллиативная помощь), благотворительной организации «Сёстры» (защита и поддержка женщин в трудных ситуациях), лабораторий НИИ ДОГиТ имени Раисы Горбачёвой (трансплантация костного мозга), патронажной региональной службы «Каритас», благотворительного фонда «Ночлежка» (поддержка бездомных).
Фонд финансируется не только от подписок или разовых пожертвований на сайте, он также участвует в благотворительных акциях (например, средства в пользу фонда «Нужна помощь» собирались на «Пикнике „Афиши“»), получает Президентские гранты), гранты мэра Москвы, Фонда Потанина и иные гранты.
На начало 2019 года в штате фонда работает около 60 специалистов, из них более двадцати — в редакции «Таких дел». Количество внештатников больше двух сотен, поскольку самые крупные расходы редакции — командировки, поэтому издательство отправляет на место ближайшего журналиста.

## Признание
Это новый формат, это интересно, читаемо. Это хороший контент. Проект получился в духе социальных СМИ, но ориентирован не на отдельный сектор, а, в целом, на российское общество. До них никто не делал подобное.
- В 2015 году проект «Такие дела» попал в шорт-лист премии «Сделано в России»[96].
- В 2016 году «Такие дела» был признан лучшим стартапом в фандрайзинге и получил премию «Золотой кот» Ассоциации фандрайзеров[97]. Медиапортал также включили в список прорывных проектов в некоммерческом секторе в 2016 году по версии журнала «Филантроп»[95].
- В конце 2017-го «Такие дела» вошёл в число лучших независимых СМИ по версии премии имени Сахарова «За журналистику как поступок»[98][99].
- В 2018 году Митя Алешковский, Андрей Лошак, Валерий Панюшкин и Дмитрий Хитаров получили Премию правительства в области средств массовой информации за создание нового формата по поддержке и развитию благотворительности в России[100][101].
- В феврале 2019 года «Такие дела» и их благотворительная акция «Рубль в день» стали лауреатами премии The Big Award[102], а в сентябре взяла гран-при конкурса социальной рекламы некоммерческих организаций и социальных предприятий «Реклама Будущего»[103]. В марте фотограф Павел Волков занял первое место на международном конкурсе фотожурналистики NPPA Best of Photojournalism Contest в номинации «Портрет, одиночный кадр», сделанный для материала «Таких дел»[104].
- В 2024 году признан «Иностранным агентом».[105]

## Резонансные события
Редакционные материалы издания «Такие дела» несколько раз вызывали острую реакцию среди читателей. Так, в 2018 году портал опубликовал материал о домашнем насилии со слов мужчины. Журналисты и общественность обвиняли издание в разглашении личных данных, потому что по описанию можно было установить личность героев этой истории, также упрекали в отсутствии проверки фактов, одностороннем освещении и обвинительном тоне.
До этого сильную общественную реакцию вызвал материал 2016 года о регенте церковного хора, вынужденной заниматься секс-работой, который назвали нереалистичным.
Редакция «Таких дел» была замечена и в шовинистических высказываниях. Так, в марте 2017 года на официальной странице «Вконтакте» фонда была размещена публикация об изобретении нового средства контрацепции, к которой редакция добавила сопровождающий текст, сравнивающий «умный» презерватив с бывшей партнершей абстрактного читателя. Это вызвало волну критики со стороны женского сообщества.
Критике подвергались и статьи расхода фонда. В 2016-м году Евгения Альбац на своей странице в Фейсбуке утверждала, что корреспондентам фонда платят «невероятные» деньги.